# Rozwinięcie dziesiętne
Uzasadnienie: Praktyczna identyczność tematów i nieencyklopedyczna małostkowość jednego z nich przy rozdzielaniu pojęć.
Rozwinięcie dziesiętne – sposób przedstawiania liczb rzeczywistych w postaci ułamka dziesiętnego lub ułamka dziesiętnego nieskończonego.